# ملهم درة (سيد جمال الدين)
ملهم درة (بالفارسية: ملهمدره) هي قرية تقع في إيران في قسم سید جمال الدین الريفي. يقدر عدد سكانها بـ 310 نسمة بحسب إحصاء 2016.